# Lotononis rehmannii
Lotononis rehmannii är en ärtväxtart som beskrevs av Dummer. Lotononis rehmannii ingår i släktet Lotononis och familjen ärtväxter. Inga underarter finns listade i Catalogue of Life.